# Química quàntica
La química quàntica és una branca de la química teòrica, que es basa a aplicar tant la mecànica quàntica com la teoria quàntica de camps per tal de resoldre problemes en l'àmbit de la química. La descripció del comportament dels electrons als àtoms i molècules per tal de predir la seva reactivitat és una de les seves aplicacions més immediates. La química quàntica és una disciplina que es troba entre la química i la física, i s'hi han fet contribucions significatives per part de científics d'ambdós camps. La química quàntica té una frontera difusa amb els camps de la física atòmica, la física molecular i la química física.
La química quàntica descriu el comportament fonamental de la matèria a l'escala molecular. Tot i que és teoria és possible descriure qualsevol sistema químic utilitzant aquesta teoria, a la pràctica només els sistemes senzills poden ser explorats de forma realista utilitzant la mecànica quàntica pura, de manera que s'han de fer aproximacions per la majoria de casos pràctics (per exemple, el mètode Hartree-Fok, la teoria del funcional de la densitat DFT, mètodes pertorbatius com el MP2 i MP4 o d'altres com el coupled cluster). Així, no és necessari, en principi, un coneixement exhaustiu de la mecànica quàntica per a la major part d'aplicacions pràctiques, ja que les implicacions més importants d'aquesta teoria (bàsicament l'aproximació que implica l'orbital atòmic) es poden reformular en termes més senzills.
En mecànica quàntica, el hamiltonià d'un sistema, pot ésser expressat com a la suma de dos operadors, un corresponent a l'energia cinètica i l'altre a l'energia potencial. El hamiltonià de l'equació de Schrödinger utilitzada en química quàntica no conté, per exemple, termes deprenents de l'spin de l'electró (com els termes d'interacció spin-òrbita o interacció spin electrònic-spin nuclear) ni termes relativistes, ja que en la majoria de casos aquests són menyspreables. Aquests se solen tractar, si s'escau, de forma pertorbativa.
La solució de l'equació de Schrödinger per a l'àtom d'hidrogen (el sistema químic més senzill possible) dona lloc als orbitals atòmics i a la seva energia relativa. Aquests orbitals es poden utilitzar per descriure àtoms més complexes (com l'heli o el liti) o molècules en el que s'anomena aproximació orbital.

## Història
La química quàntica té les arrels a una sèrie de descobriments del segle xix:
- 1838: descobriment dels raigs catòdics per Michael Faraday
- 1859: descripció del problema de la radiació de cos negre per Gustav Kirchhoff
- 1877: suggeriment per part de Ludwig Boltzmann de què els estats d'energia d'un sistema físic podrien ésser discrets
- 1900: hipòtesi de Max Planck de què l'energia d'un cos en radiació pot ser dividida en un nombre discret d'«elements energètics» ε de tal forma que cadascun d'aquests elements té una energia proporcional a la seva freqüència {\displaystyle \nu }.

Aquesta darrera hipòtesi, que va aconseguir explicar de forma satisfactòria el fenomen de la radiació de cos negre, va tenir una forta repercussió a la física contemporània, introduint una nova equació fonamental:
{\displaystyle \epsilon =h\nu }
On {\displaystyle h} és un valor numèric anomenat constant de Planck. Aquesta hipòtesi va fer que posteriorment, el 1905, Albert Einstein es replantegés el problema de l'efecte fotoelèctric, arribant a una nova teoria que l'explicava i per la qual va guanyar el Premi Nobel de Física: que la mateixa llum estava formada per partícules individuals, que més tard (el 1926) es varen anomenar fotons. Aquesta nova base teòrica portà l'any 1926, els físics Erwin Schrödinger, Werner Heisenberg i Paul Adrien Maurice Dirac formulessin de forma independent i gairebé simultània una nova teoria física anomenada actualment mecànica quàntica.

## Fonaments
El fonament de la química quàntica és el model ondulatori, en el qual els àtoms estan formats per un nucli petit (moltes vegades es considera puntual), pesant i amb càrrega positiva, rodejat per electrons. A diferència de l'antic model de Bohr de l'àtom, el model ondulatori descriu els electrons com a núvols electronics i les seves posicions es representen com a densitats de probabilitat, en comptes de partícules discretes. La força d'aquest model se sustenta en el seu alt poder predictiu, capaç d'explicar les similituds i diferències dels elements en la taula periòdica, els seus colors, l'estabilitat relativa dels compostos que formen i un seguit de reaccions i compostos que no es podien explicar clàssicament. Aquest model s'anomena model ondulatori perquè les partícules exhibeixen propietats clàssicament associades amb les ones com la interferència o la refracció. Veure dualitat ona-partícula.
El primer pas per resoldre un problema de química quàntica sol ser resoldre l'equació de Schrödinger (o l'equació anàloga relativista, anomenada equació de Dirac) amb el Hamiltonià electrònic molecular. D'aquest procediment se'n diu determinar l'estructura electrònica de la molècula. L'estructura electrònica d'un sistema implica la major part de les seves propietats químiques.
És per això que en la majoria de casos se sol fer el que s'anomena aproximació de Born-Oppenheimer en la qual els nuclis i els electrons es tracten de manera separada, els primers amb equacions clàssiques i els segons amb equacions quàntiques.

### Mètodes en estructura electrònica

#### Full CI
El mètode més bàsic per tractar el problema quàntic de n-cossos (com és el cas d'una molècula) s'anomena, en química quàntica, mètode full-CI (interacció de configuracions) i consisteix a calcular l'estat del sistema com a suma de tots els possibles estats. A causa del fet que aquest mètode requereix una potència computacional que creix exponencialment amb el nombre de partícules, només és aplicable a molècules amb un nombre molt baix d'electrons. És per això que durant des de l'aparició de la quàntica s'han buscat mètodes alternatius que siguin computacionalment realitzables sense perdre el poder descriptiu.

#### Enllaç valència
Tot i que la base matemàtica de la química quàntica va ser postulada per Erwin Schrödinger el 1926, generalment s'accepta que el primer càlcul real en química quàntica va ser el realitzat pels físics alemanys Walter Heitler i Fritz London sobre la molècula d'hidrogen (H₂) el 1927. El mètode emprat per Heitler i London va ser estès pel físic teòric John C. Slater i pel químic teòric Linus Pauling (ambdós americans) per acabar convertint-se en l'anomenat mètode d'Enllaç-València o mètode VB (de l'anglès Valence-Bond). En aquest mètode s'hi posa especial atenció als parells d'electrons que formen les interaccions entre àtoms, i és per això que hi ha un excel·lent paral·lelisme amb els dibuixos clàssics dels enllaços moleculars, com els utilitzats en el que s'anomena estructura de Lewis. Posteriors refinaments han portat al mètode GVB (Generalized Valence-Bond) o mètode enllaç-valència generalitzat.

#### Orbital molecular
Un altre enfocament del problema va ser desenvolupat el 1929 per Friedrich Hund i Robert S. Mulliken. En aquesta teoria els electrons són descrits per funcions matemàtiques (funcions d'ona) deslocalitzades per tota la molècula. Aquesta aproximació, el mètode de l'orbital molecular, tot i ser menys intuïtiva que el mètode VB, ha resultat ser molt més predictiva en certs camps com el de l'espectroscòpia molecular. Aquesta visió de l'estructura electrònica és la base conceptual de diferents mètodes com el Hartree-Fok i els seus posteriors refinaments.

##### Hartree-Fok
El 1927, tot just un any després de l'aparició de l'aparició de la mecànica quàntica, el matemàtic anglès Douglas Rayner Hartree va introduir un mètode aproximat per aplicar les equacions de la mecànica quàntica a problemes químics. Aquest procediment, que ell anomenà Self-Consistent Field (camp autoconsistent), va ser corregit i reformulat diverses vegades per donar lloc finalment al mètode Hartree-Fok el 1935, considerat actualment la pedra angular de la química quàntica. Tot i això, aquest mètode no va despertar interès entre la comunitat científica fins a l'aparició dels computadors electrònics a la dècada dels 50, a causa de l'elevat nombre de càlculs necessaris fins i tot per als sistemes més senzills. Aquest mètode és també la base d'una sèrie de mètodes més refinats, anomenats post-Hartree-Fok, com els mètodes Moller-Plesset i Coupled Cluster.

##### Moller-Plesset
Amb l'aparició dels computadors hi va haver una explosió al camp de la química quàntica, utilitzant mètodes que només eren aplicables amb l'ajut d'un computador capaç de realitzar milers de càlculs per segon, i donant lloc a la química computacional. Els computadors, cada vegada més potents, van permetre l'aplicació de mètodes que s'havien desenvolupat anteriorment, però eren impràctics. Un d'aquests va ser la teoria perturbacional de Moller-Plesset, formulada l'any 1934, d'ús comú avui dia.

##### Coupled Cluster
A la dècada de 1950, els físics nuclears Fritz Coester i Hermann Kümmel van desenvolupar un nou mètode de càlcul anomenat Coupled Cluster, però només va ser usat en càlculs de física nuclear fins a la dècada dels 60, quan Jiři Čížek i Josef Paldus varen reformular el mètode per tal de tractar la correlació electrònica en àtoms i molècules. Aquest mètode, en qualsevol de les seves varietats, és sens dubte el més utilitzat des de la dècada dels 90 per tractar molècules petites o mitjanes.

##### Altres mètodes
Per culpa de la gran varietat de problemes químics plantejables, i els diferents graus de precisió requerits, existeix tot un ventall de mètodes post-HF de menor ús aplicables a problemes concrets. Per exemple, per al càlcul d'excitacions moleculars se solen emprar els mètodes CASSCF, CASPT o CI.

#### Teoria del funcional de la densitat
El model Thomas-Fermi del gas d'electrons va ser desenvolupat independentment per L H Thomas i Enrico Fermi l'any 1927. Aquest va ser el primer intent de descriure sistemes polielectrònics en funció de la seva densitat en lloc de la seva funció d'ona. Tot i que el model donava bons resultats per a gasos d'electrons de densitat constant, fallava estrepitosament per a densitats amb grans variacions, com és el cas de les molècules. Més tard, el 1964, Hohenberg i Walter Kohn van provar que el principi de minimització, subjacent a la teoria Hartree-Fok, es podia expressar també en termes de la densitat electrònica. L'any següent, Walter Kohn i Lu Jeu Sham van introduir per primera vegada unes equacions equivalents a les de Hatree-Fok, però expressades en termes de la densitat, en comptes de la funció d'ona. Aquest nou mètode, que va ser anomenat DFT (de l'anglès density functional theory o teoria del funcional de la densitat) gairebé només va ser utilitzat en física de l'estat sòlid, on donava resultats amb errors acceptables, fins que a la dècada dels 90 un nou refinament de la teoria, la incorporació de millors potencials de correlació i intercanvi, va fer que es comencés a considerar prou precisa per al tractament de sistemes químics. Avui dia és un dels mètodes més emprats a causa del seu baix cost computacional, el que en fa un bon candidat per a sistemes de mida mitjana i gran, fins i tot en certes macromolècules. Així i tot, el mètode DFT falla estrepitosament en certs casos, cosa que fa que s'hagi d'anar amb cura a l'hora d'escollir-lo.

### Mètodes en dinàmica química
Una altra àrea d'interès en la química quàntica és la dinàmica química. La dinàmica química consisteix a resoldre l'equació de Schrödinger amb el Hamiltonià molecular total, depenent del temps, i no només l'electrònic. Això permet calcular i veure l'evolució dels àtoms i molècules en el temps. La solució directa d'aquesta equació dona lloc a la dinàmica molecular quàntica, la solució parcial separant el moviment nuclear i tractant-lo clàssicament (aproximació Born Oppenheimer) porta a la dinàmica molecular semiclàssica i la solució només del moviment nuclear a la dinàmica molecular clàssica. També existeixen enfocaments purament estadístics, basats en Mètode Montecarlo.

#### Dinàmica química adiabàtica
En el formalisme adiabàtic, també conegut com a aproximació Born-Oppenheimer les interaccions atòmiques depenen exclusivament del potencial d'interacció entre els nuclis i la densitat electrònica, donant lloc a un potencial d'interacció nucli-sistema. El moviment dels nuclis en funció del temps es pot reduir, doncs, a l'estudi de les superfícies d'energia potencial en el cas de sistemes senzills. Aquestes superfícies permetes l'estudi de la reactivitat química en el formalisme de la teoria de l'estat de transició.

#### Dinàmica molecular no-adiabàtica
La dinàmica molecular no-adiabàtica consisteix en l'estudi de la interacció entre el moviment nuclear i electrònic, normalment a través del càlcul d'interaccions entre diferents superfícies d'energia potencial (SEP). Aquestes interaccions es produeixen a través del que s'anomena acoblament vibrònic. La dinàmica molecular no-adiabàtica permet doncs l'estudi de reaccions fotoquímiques complexes, on les molècules es reestructuren després de l'absorció d'un fotó.